# José Rivas Fontán
José Rivas Fontán (Geve, Verducido, Pontevedra, 31 de agosto de 1941) es un político y maestro español que fue alcalde de Pontevedra entre 1979 y 1991.

## Biografía
Hijo de Paulino Rivas Maquieira y de Elvira Fontán Fontán, fue el menor de tres hermanos varones. En 1965 contrae matrimonio con M.ª Gloria Lis Corral. El matrimonio tuvo cuatro hijos (María Gloria, Patricia, Mónica y José).
Transcurre su niñez en una parroquia próxima a la ciudad de Pontevedra, en dónde asiste a la escuela pública primaria a partir de los seis años. Estudia Bachillerato y Magisterio en Pontevedra, a 8 kilómetros de su domicilio familiar y a dónde se traslada diariamente en bicicleta. Hace el servicio militar también en la capital dónde con destino en el Gobierno Militar, prepara y aprueba las oposiciones al Cuerpo del Magisterio Nacional en 1963, siendo destinado a la enseñanza de adultos.
Se presenta en el Ministerio de Educación a una oposición especial para la Organización de Servicios escolares en la Inspección de Educación de Pontevedra, donde se encarga de la puesta en funcionamiento de uno de los primeros Centros de Medios Audiovisuales aplicados a la enseñanza en España. Allí conoce al que sería su jefe y amigo Federico Cifuentes Pérez, quién resultó ser años más tarde, un colaborador imprescindible para el llamado “Movimiento de Maestros de Pontevedra” (MMP).
A finales de los 60 y principios de los 70, se crea en Pontevedra una corriente educativa crítica al sistema educativo (más tarde se extendería a la totalidad de las provincias españolas), que se asienta en un movimiento sindical dentro de lo que entonces era posible, el "Servicio Español de Magisterio" (SEM), para, desde dentro, convertirlo en un sindicalismo democrático. Una organización democrática disconforme con el régimen político (la dictadura de Francisco Franco), que con dificultades y riesgos, culmina en 1977 con el  "I Congreso de EGB de Pontevedra" al que asisten representantes de toda España así como de la "Fédération de l'éducation nationale" (FEN) de Francia. José Rivas Fontán por su trabajo en la Inspección de Educación conoce la estructura educativa de la provincia y, junto con otros compañeros, organiza territorialmente y orgánicamente este movimiento, en cuadros democráticamente elegidos, siendo él, el primer secretario provincial de aquella asociación. En esa época se publicó el único número del periódico Teucro, de la "Asociación del Profesorado de Pontevedra", cuyo número fue censurado cuando ya se había distribuido a todas las provincias.
El 15 de junio de 1977, por primera vez en España desde 1931, se celebraron elecciones generales libres, en las que José Rivas fue elegido diputado en las Cortes españolas por la circunscripción electoral de Pontevedra, formando parte de la candidatura de  UCD en la legislatura constituyente. Fue miembro del Consejo Político de UCD.
En 1978, siendo presidente del Gobierno Preautonómico de la Junta de Galicia Antonio Rosón Pérez, forma parte de la misma como secretario general. Es secretario del Parlamento de Galicia de la que forman parte todos los parlamentarios elegidos así como los senadores por designación autonómica, el Nobel Camilo José Cela y Domingo García-Sabell. Es secretario constituyente de la Comisión de los 16, para la redacción del Estatuto de Autonomía de Galicia.
En 1979 es elegido alcalde de Pontevedra por UCD, cargo en el que continúa en 1983 como independiente por AP y en 1987 por "Independientes de Galicia" hasta 1991.
De 1979 a 1983 es vocal del Patronato del Museo de Pontevedra. En 1980 es elegido vicepresidente de la Federación Española de Municipios y Provincias (FEMP). El 10 de octubre de 1981 es elegido vocal de la Comisión Ejecutiva del Consejo Superior de Deportes en representación de los ayuntamientos y el 17 de noviembre de 1981 es designado vocal de la Comisión Directiva del Consejo Superior de Deportes.
En 1983 forma parte del Comité Directivo del Consejo de Municipios de Europa con sede en París. Forma parte de la Delegación española en la Conferencia de los Poderes Regionales del Consejo de Europa en Estrasburgo (Francia). En 1985 se forma una Comisión Nacional en el Ministerio de Administraciones Públicas (Ministerio más FEMP), para el estudio de la futura Ley de Régimen Local y forma parte como vicepresidente. En 1986 es nombrado patrono de la Fundación Cultural Alfredo Brañas en Santiago de Compostela.
Su no presentación a las elecciones municipales de 1991 y consecuente abandono de la política, la atribuye a la persecución de la que viene siendo objeto en los últimos años por parte de un magistrado titular del Juzgado de Instrucción n.º 3 de Pontevedra, ( Luciano Varela) a quién denuncia ante el Consejo General del Poder Judicial y Defensor del Pueblo. Por denuncias anónimas es procesado y juzgado en diversas instancias siendo en todos los casos absuelto de todas las imputaciones en tribunales de la Audiencia Provincial de Pontevedra y del Tribunal Supremo en Madrid.
De 1991 a 1996 se retira de la vida política.
En 1996 y 2000 es nuevamente elegido diputado en el Congreso de los Diputados por el Partido Popular, formando parte de la VI y VII legislaturas, siendo miembro de las comisiones de Educación, Administraciones Públicas, Infraestructuras y Defensa. Como miembro de esta Comisión forma parte de la Comisión de Seguridad de la Asamblea Parlamentaria de la OTAN, asistiendo a sesiones celebradas en distintos países del mundo (EE. UU., Alemania, Rusia, Noruega, Eslovaquia, Macedonia del Norte, Lituania, Letonia, Turquía, Uzbekistán, etc).
Se encuentra retirado de la vida pública y jubilado desde el 20 de enero de 2004.

## Intervenciones varias
- Intervención en la Hermandad Gallega de Caracas (Venezuela), sobre el poeta pontevedrés Luis Amado Carballo el 15 de mayo de 1982.
- Intervención en la Comisión de Autonomías del Senado sobre la futura Ley del Régimen Local.[17]
- Intervención, como conferenciante el 15 de mayo de 1982, en los Cursos de verano de la Universidad Internacional Menéndez Pelayo de Santander sobre las bases del nuevo Régimen Local español
- Participación en el programa de TVE La clave de José Luis Balbín, junto con otros alcaldes españoles.[18]
- En la elaboración de la Constitución española de 1978, figura como abolicionista de la pena de muerte[19]
- Presentación del libro "Solo Rivas Fontán. Memorias de un político lejos del rebaño"[20] el 23 de mayo de 2016 en el Teatro Municipal de Pontevedra.

## Distinciones y condecoraciones
- Miembro de la Orden del Mérito Constitucional, con los honores, distinciones y uso de insignias que corresponden al Reglamento de la Orden, por las actividades relevantes al servicio de la Constitución.[21]
- Medalla de Oro y miembro de la Orden de Diego de Losada de la República de Venezuela el 15 de octubre de 1982.
- Medalla de Oro del municipio de Lepanto (Grecia).

### Otros títulos
- Experto en Defensa Nacional por la Universidad Rey Juan Carlos.[22]
- Titulado Superior en Cooperación con Iberoamérica en el ámbito militar por la Universidad Rey Juan Carlos.[22]

| Predecesor: Joaquín Queizán Taboada | Alcalde de Pontevedra 1979-1991 | Sucesor: Javier Cobián Salgado |